# Horsfieldia
Horsfieldia is een geslacht van groenblijvende bomen uit de nootmuskaatfamilie (Myristicaceae). Het geslacht telt ongeveer honderd soorten die voorkomen in het zuidelijke deel van Azië, van India in het westen tot in de Filipijnen en Papoea-Nieuw-Guinea in het oosten. Verder komt het geslacht voor op de Carolinen.

## Soorten
- H. ampla Markgr.
- H. ampliformis W.J.de Wilde
- H. amplomontana W.J.de Wilde
- H. amygdalina (Wall.) Warb.
- H. androphora W.J.de Wilde
- H. angularis W.J.de Wilde
- H. ardisiifolia (A.DC.) Warb.
- H. aruana (Blume) W.J.de Wilde
- H. atjehensis W.J.de Wilde
- H. australiana S.T.Blake
- H. basifissa W.J.de Wilde
- H. borneensis W.J.de Wilde
- H. brachiata (King) Warb.
- H. carnosa Warb.
- H. clavata W.J.de Wilde
- H. coriacea W.J.de Wilde
- H. corrugata Foreman
- H. coryandra W.J.de Wilde
- H. costulata (Miq.) Warb.
- H. crassifolia (Hook.f. & Thomson) Warb.
- H. crux-melitensis Markgr.
- H. decalvata W.J.de Wilde
- H. discolor W.J.de Wilde
- H. disticha W.J.de Wilde
- H.  elongata W.J.de Wilde
- H. endertii W.J.de Wilde
- H. flocculosa (King) Warb.
- H. fragillima Airy Shaw
- H. fulva (King) Warb.
- H. gigantifolia Elmer
- H. glabra (Blume) Warb.
- H. gracilis W.J.de Wilde
- H. grandis (Hook.f.) Warb.
- H. hellwigii (Warb.) Warb.
- H. hirtiflora W.J.de Wilde
- H. inflexa W.J.de Wilde
- H. iriana W.J.de Wilde
- H. irya (Gaertn.) Warb.
- H. iryaghedhi (Gaertn.) Warb.
- H. kingii (Hook.f.) Warb.
- H. laevigata (Blume) Warb.
- H. lancifolia W.J.de Wilde
- H. laticostata (J.Sinclair) W.J.de Wilde
- H. leptantha W.J.de Wilde
- H. longiflora W.J.de Wilde
- H. macilenta W.J.de Wilde
- H. macrothyrsa (Miq.) Warb.
- H. majuscula (King) Warb.
- H. micrantha W.J.de Wilde
- H. moluccana W.J.de Wilde
- H. montana Airy Shaw
- H. motleyi Warb.
- H. nervosa W.J.de Wilde
- H. obscura W.J.de Wilde
- H. obscurineria Merr.
- H. obtusa W.J.de Wilde
- H. olens W.J.de Wilde
- H. oligocarpa Warb.
- H. oliviformis Warb.
- H. pachycarpa A.C.Sm.
- H. pachyrachis W.J.de Wilde
- H. palauensis Kaneh.
- H. pallidicaula W.J.de Wilde
- H. parviflora (Roxb.) J.Sinclair
- H. paucinervis Warb.
- H. penangiana J.Sinclair
- H. pilifera Markgr.
- H. platantha W.J.de Wilde
- H. polyspherula (Hook.f.) J.Sinclair
- H. psilantha W.J.de Wilde
- H. pulcherrima W.J.de Wilde
- H. pulverulenta Warb.
- H. punctata W.J.de Wilde
- H. punctatifolia J.Sinclair
- H. ralunensis Warb.
- H. reticulata Warb.
- H. ridleyana (King) Warb.
- H. romblonensis W.J.de Wilde
- H. rufolanata Airy Shaw
- H. sabulosa J.Sinclair
- H. samarensis W.J.de Wilde
- H. schlechteri Warb.
- H. sepikensis Markgr.
- H. sessilifolia W.J.de Wilde
- H. sinclairii W.J.de Wilde
- H. smithii Warb.
- H. sparsa W.J.de Wilde
- H. spicata (Roxb.) J.Sinclair
- H. splendida W.J.de Wilde
- H. squamulosa W.J.de Wilde
- H. sterilis W.J.de Wilde
- H. subalpina J.Sinclair
- H. subtilis (Miq.) Warb.
- H. sucosa (King) Warb.
- H. superba (Hook.f. & Thomson) Warb.
- H. sylvestris (Houtt.) Warb.
- H. talaudensis W.J.de Wilde
- H. tenuifolia (J.Sinclair) W.J.de Wilde
- H. tomentosa Warb.
- H. triandra W.J.de Wilde
- H. tristis W.J.de Wilde
- H. tuberculata (K.Schum.) Warb.
- H. urceolata W.J.de Wilde
- H. valida (Miq.) Warb.
- H. wallichii (Hook.f. & Thomson) Warb.
- H. whitmorei J.Sinclair
- H. xanthina Airy Shaw

... · 
Horsfieldia · 
Myristica · 
...